# Trimeresurus andalasensis
Trimeresurus andalasensis är en ormart som beskrevs av David, Vogel, Vijayakumar och Vidal 2006. Trimeresurus andalasensis ingår i släktet palmhuggormar, och familjen huggormar. IUCN kategoriserar arten globalt som livskraftig. Inga underarter finns listade i Catalogue of Life.
Arten förekommer på norra och västra Sumatra och kanske även i andra regioner på ön. Den vistas i områden som ligger 500 till 1130 meter över havet. Denna orm föredrar fuktiga bergsskogar.